# Randonneurs amateurs
Pour plus de détails, voir Fiche technique et Distribution.
Randonneurs amateurs ou Promenons-nous dans les bois au Québec (A Walk in the Woods) est une comédie dramatique américaine réalisée par Ken Kwapis et sortie en 2015.

## Synopsis
Célèbre auteur passé de livres de voyages, Bill Bryson refuse de s'accorder une retraite bien méritée, mais trop tranquille, auprès de son adorable épouse et de sa famille. Il se lance un nouveau défi : parcourir les 3 500 km du sentier des Appalaches, sentier de randonnée qui relie la Géorgie au Maine. Sa femme refusant qu'il parte seul, sa recherche d'un compagnon de marche ramène dans sa vie Stephen Katz, un vieil ami perdu de vue depuis des décennies, avec qui il avait parcouru l'Europe.
Les deux amis entament le sentier en Géorgie et se confrontent au sentier, à leur résistance physique, aux rencontres. Katz, ancien alcoolique et grand amateur de femmes, finit par révéler qu'il a accepté l'invitation de Bill pour échapper à des amendes et des sommations à comparaître. Mais le chemin leur permet de retrouver leur amitié.
De retour chez lui dans le New Hampshire, et contrairement à ses décisions initiales, Bill se remet devant son ordinateur pour relater leur voyage.

## Fiche technique
- Titre : Randonneurs amateurs
- Titre québécois : Promenons-nous dans les bois
- Titre original : A Walk in the Woods
- Réalisation : Ken Kwapis
- Scénario : Michael Arndt (sous le nom de Rick Kerb) et Bill Holderman, d'après l'œuvre de Bill Bryson
- Musique : Nathan Larson
- Montage : Julie Garces et Carol Littleton
- Photographie : John Bailey
- Costumes : Leigh Leverett
- Décors : Gae S. Buckley
- Producteur : Chip Diggins, Bill Holderman et Robert Redford
  - Producteur délégué : Slava Vladimirov, Andrew C. Robinson, Jeremiah Samuels, Jay Stern, Jared Underwood, Lee Jae-woo et Russell Levine
  - Producteur associé : Erin Simms
- Production : Wildwood Enterprises et Route One Entertainment
- Distribution : Metropolitan Filmexport
- Pays d'origine :  États-Unis
- Durée : 105 minutes
- Genre : Comédie dramatique
- Dates de sortie :
  -  Belgique : 19 août 2015
  -  États-Unis,  Canada : 2 septembre 2015
  -  France : 13 janvier 2016

## Distribution
- Robert Redford (VF : Samuel Labarthe ; VQ : Marc Bellier[1]) : Bill Bryson
- Nick Nolte (VF : Jacques Frantz[2] ; VQ : Hubert Gagnon) : Stephen Katz
- Emma Thompson (VF : Frédérique Tirmont[3] ; VQ : Élise Bertrand) : Catherine Bryson
- Mary Steenburgen (VQ : Nathalie Coupal) : Jeannie
- Nick Offerman : REI Dave
- Kristen Schaal (VF : Edwige Lemoine[4]) : Mary Ellen
- R. Keith Harris (VF : Jérémy Bardeau) : Sam Bryson
- Susan McPhail (VF : Caroline Jacquin) : Beulah
- Randall Newsome (VF : Jérôme Keen) : l'animateur de télévision